# Meldrick Taylor
Meldrick Taylor est un boxeur américain né le 19 octobre 1966 à Philadelphie, Pennsylvanie.

## Carrière
Vainqueur des Golden Gloves en 1982 (poids coqs) puis champion olympique aux Jeux de Los Angeles en 1984 dans la catégorie poids plumes, il passe professionnel la même année et devient champion du monde des poids super-légers IBF le 3 septembre 1988 en dominant aux points son compatriote James McGirt.
Battu à son tour par Julio César Chávez lors du combat de réunification des ceintures IBF & WBC organisé le 17 mars 1990, à deux secondes de la fin alors qu'il menait le combat, il décide de boxer dans la catégorie supérieure et remporte le 19 janvier 1991 le titre WBA des poids welters aux dépens d'Aaron Davis.
Taylor conserve deux fois le titre puis s'incline le 31 octobre 1992 face au Vénézuélien Crisanto España.
Le 9 mai 1992, Taylor tentera d'être champion dans une troisième catégorie celle des super-welters contre le champion WBC de la catégorie Terry Norris mais sera mis KO dans la quatrième reprise.

## Parcours auxJeux olympiques
Jeux olympiques d'été de 1984 à Los Angeles (poids plumes) :
- Bat Nicolae Talpos (Roumanie) aux points 5 à 0
- Bat Francisco Camacho (Mexique) aux points 5 à 0
- Bat John Wanjau (Kenya) par arrêt de l'arbitre au 3e round
- Bat Omar Catari (Venezuela) aux points 5 à 0
- Bat Peter Konyegwachie (Nigeria) aux points 5 à 0

## Distinction
- Chavez - Taylor est élu combat de l'année en 1990 par Ring Magazine.